# Maximilian Ernst von Gersdorff
Maximilian Ernst von Gersdorff (* 1737 in Reichenbach (Vogtland); † 13. Juni 1804) war ein kurfürstlich-sächsischer Generalleutnant und Generalinspekteur der Kavallerie.

## Leben und Werk
Er stammte aus der Adelsfamilie von Gersdorff, war der Sohn des Obristen Maximilian Ernst von Gersdorff (1693–1745) und trat in den Dienst des Kurfürsten Friedrich August von Sachsen, der ihn am 12. Oktober 1794 zum Generalleutnant befördern ließ, nachdem er am 7. März 1792 bereits zum Generalinspekteur der Kavallerie ernannt worden war.